# Thunderball (livro)
Thunderball é um romance de espionagem escrito pelo autor britânico Ian Fleming e o nono livro da série James Bond. A história acompanha o agente secreto britânico James Bond enquanto viaja para as Bahamas a fim de investigar o roubo de duas armas nucleares e chantagem das potências ocidentais pela organização criminal internacional SPECTRE. A história marca a primeira aparição do vilão Ernst Stavro Blofeld, que retornaria em outros dois livros, formando a chamada "Trilogia Blofeld".
A história de Thunderball originalmente era um roteiro para um filme nunca produzido protagonizado por Bond, tendo surgido a partir da colaboração de Fleming com Kevin McClory, Jack Whittingham, Ivar Bryce e Ernest Cuneo. Como Fleming teve dificuldades de conceber novas ideias para um livro, ele decidiu adaptar o roteiro, o que fez em sua propriedade Goldeneye na Jamaica durante os primeiros meses de 1960. McClory e Whittingham entraram com um processo legal contra Fleming assim que souberam da iminente publicação da história, conseguindo créditos de coautores para todas as edições subsequentes do romance.
Thunderball foi publicado no Reino Unido em março de 1961 pela editora Jonathan Cape, sendo de forma geral bem recebido pela crítica especializada. Foi adaptado pela primeira vez como uma tira de quadrinhos publicada entre 1961 e 1962 no jornal Daily Express. Foi então adaptado para o cinema em 1965 como o quatro filme da série cinematográfica de James Bond, sendo estrelado por Sean Connery. Outro filme, Never Say Never Again, foi lançado como uma produção independente em 1983, novamente com Connery como Bond. Por fim, foi adaptado como um rádio-drama em 2016 na BBC Radio 4 com Toby Stephens no papel de Bond.

## Enredo
O agente secreto britânico James Bond é informado que sua última avaliação física foi ruim por excesso de bebida e cigarros. M, seu superior, o envia para uma clínica para melhorar sua condição. No local Bond conhece o conde Lippe, membro de uma organização criminosa de Macau. Lippe tenta matá-lo ao sabotar a mesa ortopédica em que Bond está sendo tratado. Este é salvo por uma enfermeira e depois retalia prendendo Lippe uma sauna, causando queimaduras de segundo grau e o enviando para um hospital.

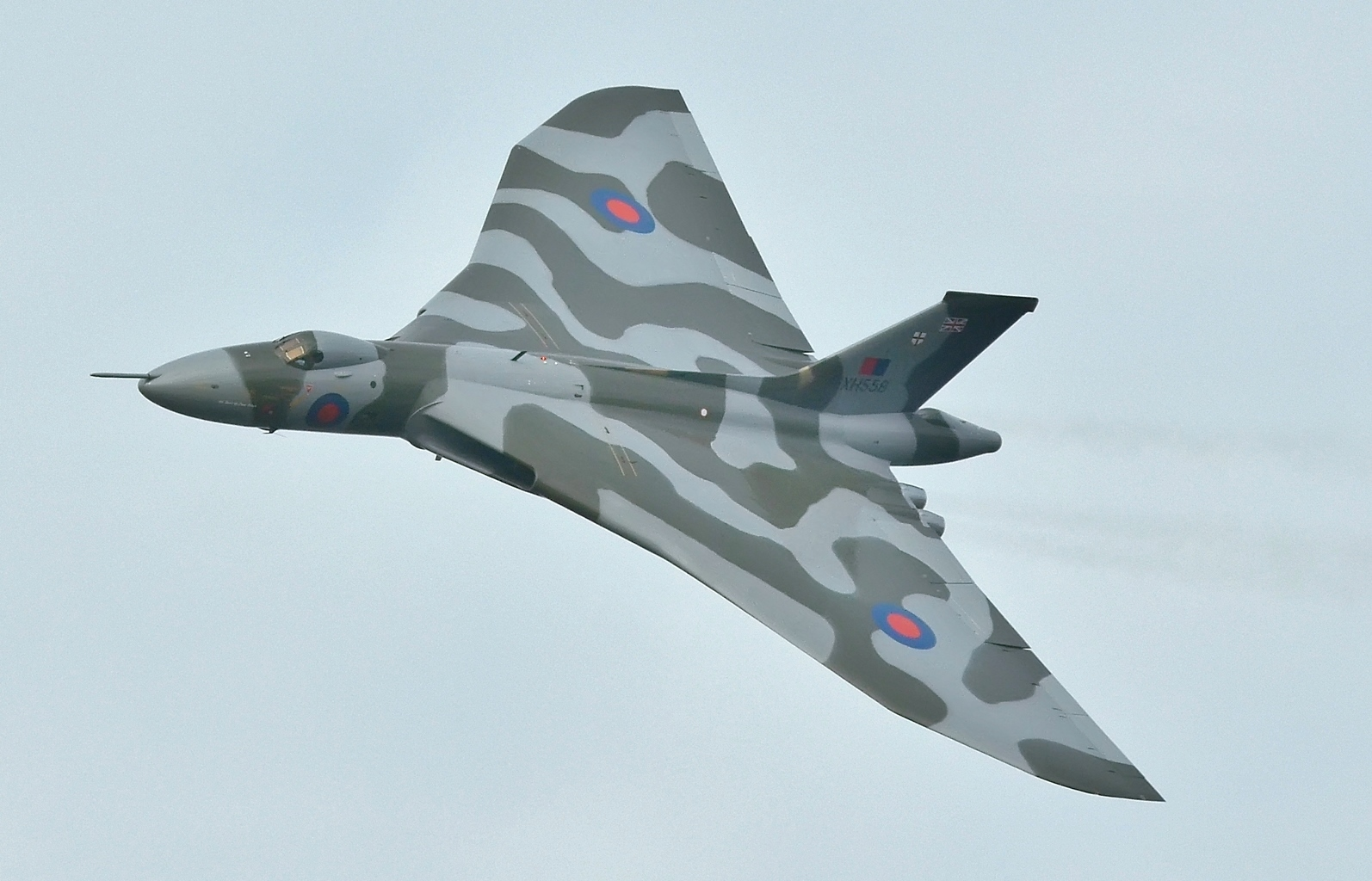
Um Avro Vulcan, a inspiração do ficcional Villiers Vindicator

O primeiro-ministro do Reino Unido recebe um comunicado de imprensa da SPECTRE, uma organização criminosa particular sob o comando de Ernst Stavro Blofeld. A SPECTRE sequestrou um bombardeiro Villiers Vindicator e tomou suas duas bombas nucleares, ameaçando usá-las para destruir dois grandes alvos no hemisfério ocidental a menos que uma quantia de dinheiro seja paga. Lippe tinha sido enviado para a clínica com o objetivo de supervisionar Giuseppe Petacchi, um piloto da Aeronáutica Militar Italiana designado para uma base aérea próxima, e postar o comunicado de imprensa assim que a SPECTRE conseguisse as bombas. Lippe realizou suas tarefas, mas com atraso, sendo morto por Blofeld por achá-lo não confiável devido ao seu confronto com Bond.
Petacchi, atuando como observador da OTAN durante um procedimento da Força Aérea Real, foi pago pela SPECTRE para sequestrar o Vindicator durante o voo, matar sua tripulação e amerrissar a aeronave no oceano para que afunde em água rasa. A SPECTRE mata Petacchi, camufla os destroços do avião e transfere as bombas nucleares para o iate Disco Volante para serem escondidas em um esconderijo subaquático. Emilio Largo, o segundo em comando da SPECTRE, supervisiona as operações.
Os britânicos e estadunidenses lançam a Operação Relâmpago para recuperar as duas bombas. M, seguindo um palpite, envia Bond para as Bahamas a fim de investigar. No local se encontra com seu amigo Felix Leiter, que foi chamado de volta para a CIA por causa da crise. Em Nassau, Bond conhece Dominetta "Domino" Vitali, amante de Largo e irmã de Petacchi. Ela está vivendo a bordo do Disco Volante e acredita que Lardo está em uma caça ao tesouro, porém a faz desembarcar toda vez que ele e seus parceiros supostamente vão procurar o tesouro no mar. Bond a seduz e conta que Largo foi o responsável pela morte de seu irmão, recrutando-a para espionar Largo. Domino volta para o Disco Volante com um contador Geiger disfarçado de câmara fotográfica para determinar se o iate foi usado para transportar as bombas. Ela e descoberta e torturada por Largo.
Bond e Leiter alertam a sala de guerra da Operação Relâmpago sobre suas suspeitas acerca de Largo e se juntam à tripulação de um submarino estadunidense enquanto o prazo do pagamento do dinheiro aproxima-se. O submarino persegue o Disco Volante com o objetivo de recapturar as bombas enquanto são levadas para o primeiro alvo. Bond e Leiter lideram uma equipe de mergulho que entra em confronto com a tripulação de Largo. Bond impede que Largo fuja com as bombas, mas este o embosca em uma caverna submarina; Largo está prestes a matar Bond quando é morto por Domino com um arpão. A batalha deixa seis estadunidenses e dez homens da SPECTRE mortos, incluindo Largo, mas as bombas são recuperadas em segurança. Bond vai se recuperar em um hospital e Leiter conta que Domino não revelou nada a Largo durante a tortura, conseguindo escapar do Disco Volante para se vingar. Bond descobre que ela também está se recuperando de ferimentos, assim vai para seu quarto e adormece ao lado dela na cama.

## Antecedentes e escrita
O autor britânico Ian Fleming há muito tinha considerado a possibilidade de levar sua criação literária James Bond para o cinema, tendo conversado em 1954 com o cineasta sir Alexander Korda sobre uma possível adaptação de seu livro Live and Let Die, mas nada se deu. Nesse mesmo ano, a emissora estadunidense CBS lhe pagou mil dólares pelos direitos de adaptação de Casino Royale, seu primeiro romance, como um episódio de televisão da série de antologia Climax!. Fleming começou em junho de 1956 uma colaboração com o produtor de televisão estadunidense Henry Morgenthau III para uma série de televisão chamada Commander Jamaica, que se passaria no Caribe com um protagonista chamado James Gunn. Este projeto não foi adiante e o autor usou o enredo como base para seu romance Dr. No de 1958.
Seu amigo Ivar Bryce começou a falar em meados de 1958 sobre a possibilidade de produzir um filme com Bond como o protagonista. Nesta altura Fleming já tinha publicado seis romances nos seis anos anteriores. Bryce apresentou Fleming ao roteirista e diretor Kevin McClory, que na época estava fazendo o filme The Boy and the Bridge. Bryce estava cofinanciando o filme, que estava sendo produzido por meio de uma parceria com McClory sob o nome Xanadu Productions, esta nomeada em homenagem à casa de Bryce nas Bahamas. Fleming sugeriu que suas obras Live and Let Die e From Russia, with Love de 1957 seriam as melhoras escolhas para adaptação.
Fleming, Bryce, McClory e Ernest Cuneo se reuniram em maio de 1959, primeiro na casa Bryce em Essex e depois na de McClory em Londres, e elaboraram os contornos de uma história que envolvia uma aeronave cheia de celebridades e uma protagonista feminina chamada Fatima Blush. McClory era fascinado pelo mundo subaquático e queria fazer um filme que incluísse isso. A história mudou pelos meses seguintes, tendo existindo dez rascunhos, tratamentos e roteiros. Boa parte do interesse de Fleming de trabalhar junto com McClory foi baseado em The Boy and the Bridge, que foi o filme oficial do Reino Unido no Festival Internacional de Cinema de Veneza de 1959. O longa teve uma recepção negativa da crítica ao ser lançado em julho e foi um fracasso de bilheteria; Fleming e Bryce consequentemente ficaram desencantados com as capacidades de McClory. Em outubro, com Fleming passando cada vez menos tempo no projeto, McClory trouxe para a equipe o experiente roteirista Jack Whittingham.
Fleming partiu em novembro de 1959 para viajar em nome do jornal The Sunday Times, posteriormente usando o material dessa viagem para seu livro de não-ficção Thrilling Cities de 1963. Durante essas viagens – passando por Japão, Hong Kong e Estados Unidos – se encontrou com McClory e Bryce em Nova Iorque, com o primeiro contanto que Whittingham tinha completado um roteiro que, segundo ele, estava pronto para ser filmado. Fleming voltou para casa em dezembro e se encontrou com McClory e Whittingham para discutir a história e pouco depois os dois lhe enviaram o roteiro, intitulado Longitude 78 West, que Fleming considerou bom, mas alterou o título para Thunderball.
Fleming foi para sua propriedade Goldeneye na Jamaica em janeiro de 1960 e no mesmo mês foi visitado por McClory. O autor explicou sua intenção de entregar o roteiro para o conglomerado midiático MCA com uma carta de recomendação escrita por si e Bryce para que McClory fosse o produtor. Também disse que caso a MCA rejeitasse o filme por causa do envolvimento de McClory, este então deveria tentar persuadir a MCA a mudar de ideia, sair do acordo ou abrir um processo judicial.

### Escrita

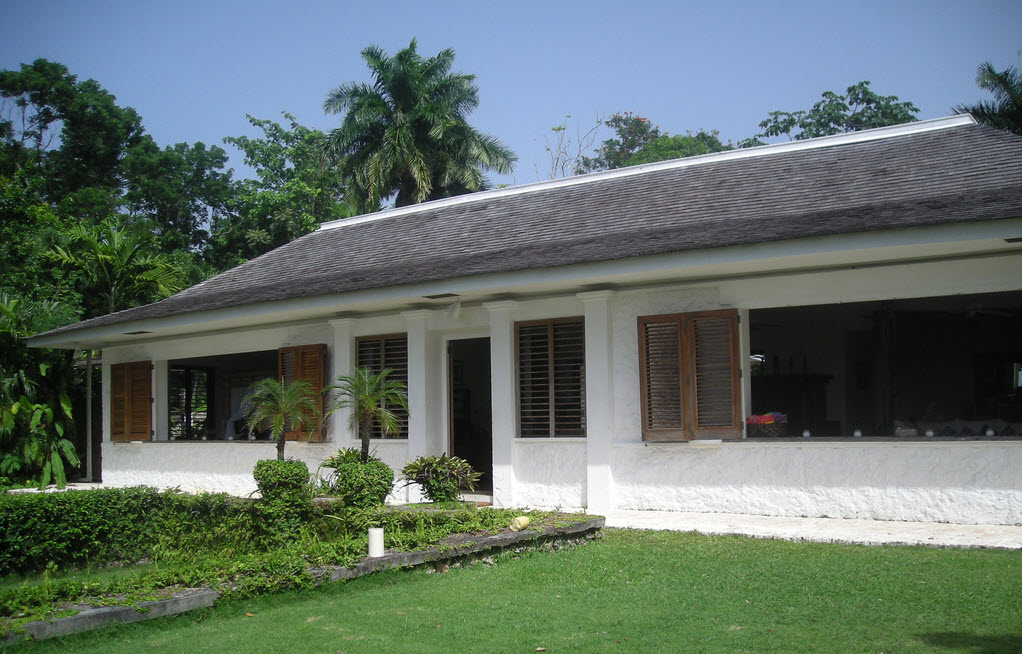
Goldeneye, onde Fleming escreveu todos os romances de James Bond

Antes de partir para a Jamaica, Fleming escreveu para seu amigo e revisor William Plomer dizendo que estava "terrivelmente travado com James Bond. O que era fácil aos 40 é muito difícil aos 50. Eu acreditava, suficientemente, em Bonds e beldades e bombas. Agora as teclas rangem enquanto eu digito e temo que o entusiasmo tenha desaparecido". Ele teve dificuldades em criar ideias novas para um enredo em Goldeneye e assim decidiu basear um novo romance no roteiro que tinha escrito junto com McClory, Whittingham e Cuneo. Fleming tinha anteriormente usado seus antigos roteiros e tratamentos como base para seus romances, tendo feito isso com Dr. No e nos contos "For Your Eyes Only", "From a View to a Kill" e "Risico" da coletânea For Your Eyes Only de 1960.
O autor seguiu sua prática de escrita usual, que ele depois detalhou em um artigo para a revista Books and Bookmen: "Eu escrevo por cerca de três horas pela manhã ... e faço outra hora de trabalho entre seis e sete da noite. Nunca corrijo nada ou volto atrás para ver o que escrevi ... Pela minha fórmula, você escreve duas 2 000 palavras por dia". Ao voltar da Jamaica escreveu para Plomer:
| “ | Você pode dizer que precisa de uma reescrita drástica. Eu certamente fiquei completamente entediado com ele em pouco tempo e eu nem fui capaz de relê-lo, porém eu acabei de começar a corrigir os primeiros capítulos. Eles não são tão ruins – são os últimos vinte capítulos que ardem meus olhos. | ” |

Além de Longitude 78 West, outros títulos considerados incluíram SPECTRE e James Bond of the Secret Service. O título Thunderball veio de uma conversa que Fleming teve sobre testes nucleares estadunidenses. Fleming deu poucas informações sobre datas dentro de suas obras, mas dois escritores identificaram linhas do tempo diferentes a partir de eventos e situações relatados dentro da série James Bond: John Griswold e Henry Chancellor, ambos os quais escreveram livros analisando as obras à pedido da Ian Fleming Publications. Chancellor colocou os eventos em 1959, já Griswold foi mais preciso e considerou que a história se passa entre maio e o início de junho de 1959.

### Disputa judicial
McClory leu uma cópia adiantada do livro em março de 1961 e em dez dias decidiu iniciar um processo judicial por quebra de direitos autorais. Ele e Whittingham entraram na Alta Corte de Justiça atrás de liminar para impedir a publicação, com o caso sendo ouvido no dia 24. O juiz Richard Wilberforce permitiu que Thunderball fosse publicado como planejado, pois a data de publicação estava muito próxima e 32 mil cópias já estavam nas livrarias, porém deixou aberto a possibilidade de McClory e Whittingham entrassem com outras ações posteriormente. Fleming sofreu um infarto duas semanas depois durante uma reunião normal com seu empregador, o The Sunday Times.
O caso McClory e Whittingham v Fleming, Jonathan Cape Ltd e Bryce foi ouvido por três semanas na Divisão de Chancelaria a partir de 19 de novembro de 1963. A saúde de Fleming estava ruim e ele tinha sofrido dois infartos enquanto o caso estava em andamento. O autor, seguindo o conselho de Bryce, fechou um acordo extrajudicial. McClory ficou com os direitos literários e cinematográficos do roteiro, enquanto Fleming ficou com os direitos do romance, porém este precisava ser reconhecido como "baseado em um tratamento para o cinema por Kevin McClory, Jack Whittingham e o Autor". Fleming admitiu "'que o romance reproduz uma parte significativa do material de direitos autorais nos roteiros do filme'; 'que o romance faz uso de um número significativo de incidentes e materiais dos roteiros do filme'; e 'há uma similaridade geral da história do romance e a história como estabelecida no citado roteiro do filme'". Fleming sofreu outro infarto em 12 de agosto de 1964, nove meses depois, e morreu aos 56 anos de idade.

### Elementos do roteiro
Quando o roteiro foi elaborado pela primeira vez em maio de 1959 com o enredo de um avião de celebridades no Oceano Atlântico, ele incluía elementos de Cuneo, amigo de Fleming, dentre os quais navios com alçapões submersos nos cascos e uma cena de batalha subaquática. Os soviéticos originalmente eram os vilões, depois passou a ser a máfia siciliana, mas isto depois foi alterado novamente para a organização criminosa internacional SPECTRE. Tanto McClory quanto Fleming reivindicaram terem criado o conceito da SPECTRE; o biógrafo Andrew Lycett e o autor Robert Sellers consideraram que a ideia foi de Fleming, com Lycett dizendo que "[Fleming] propôs que Bond não deveria confrontar os russos, mas a SPECTRE", enquanto Sellers afirmou que elaborar a SPECTRE foi a "contribuição mais significativa [de Fleming] para todo o enredo de Thunderball". Fleming descreveu a SPECTRE como "uma organização imensamente poderosa armada por ex-membros da SMERSH, da Gestapo, da Máfia e da Língua Negra de Pequim ... [que estava] colocando essas bombas em bases da OTAN com o objetivo de chantagear as potências Ocidentais por £100 milhões ou sofrerem as consequências".
Sellers destacou que Fleming já tinha usado a palavra "spectre" antes: em Diamonds Are Forever para a cidade de Spectreville e em From Russia, with Love para a máquina de decodificação Spektor. Os elementos que podem ser atribuídos a McClory e Whittingham, separadamente ou juntos, incluem o roubo no ar de uma bomba nuclear, "Jo" Petacchi e sua irmã Sophie e a morte de Jo nas mãos do chefe de Sophie. O restante foi uma colaboração entre Fleming, Whittingham, McClory, Bryce e Cuneo.

## Desenvolvimento

### Inspirações
Alguns aspectos de Thunderball vieram das próprias experiências pessoais de Fleming, assim como ocorreu em todos os romances de Bond anteriores: a estadia na clínica médica foi inspirada por uma viagem que ele fez em 1955 para a fazenda médica Enton Hall perto de Godalming; o registro médico de Bond, como lido por M, é uma versão modificada daquele do próprio Fleming. Shrublands, o nome da fazenda médica, foi tirado de uma casa que era propriedade do escritor Peter Quennell, um amigo de sua esposa Ann. Um quarto de toda a duração do romance foi dedicado apenas para o que se passa em Shrublands e a cura naturalística que Bond passa.
A inspeção que Bond faz do casco do Disco Volante foi inspirada por uma missão fracassada realizada em 19 de abril de 1956 por Lionel Crabb, um ex-homem rã da Marinha Real Britânica, em nome do MI6. Ele foi enviado para examinar o casco do cruzador rápido soviético Ordzhonikidze, que tinha levado o líder soviético Nikita Khrushchov e o primeiro-ministro Nikolai Bulganin para uma missão diplomática no Reino Unido. Crabb no porto de Portsmouth e nunca mais foi visto. Fleming, além da história de Crabb, também se lembrou de informações sobre a 10ª Flotilha Ligeira, uma unidade de elite de homens rã da Marinha Real Italiana que usavam navios danificados em Gibraltar para atacar navios mercantes Aliadas durante a Segunda Guerra Mundial. As especificações do Disco Volante foram obtidas de Leopold Rodriguez, um projetista naval italiano.
Fleming, como muitas vezes fazia, pegou vários nomes de pessoas que conhecia e os usou no livro. O sobrenome de Ernst Stavro Blofeld vem de Tom Blofeld, um fazendeiro de Norfolk e membro do clube de cavalheiros Boodle's, que Fleming também fazia parte; Blofeld também foi um contemporâneo do autor no Colégio Eton. Emilio Largo aluga uma vila à beira-mar e diz que ela é de "um inglês chamado Bryce", referência a Ivar Bryce, enquanto a vila foi baseada em Xanadu, a propriedade jamaicana de Bryce.
Outros nomes usados incluem o de Robert Harling, um colega do The Sunday Times, que foi usado para o comissário de polícia Harling; Hugo Pitman, um ex-colega dos seus tempos de corretor financeiro, que se tornou o chefe de imigração Pitman; e Bunny Roddick, amigo de golfe do autor, que virou o vice-governador Roddick.

### Personagens
Segundo Raymond Benson, que depois escreveu vários romances de Bond, o personagem de Bond foi desenvolvido mais, incluindo um senso de humor mais afiado e uma sensação maior de mortalidade. O livro começa com os detalhes de seus recentes exames médicos. Foi registrado que ele fumava sessenta cigarros por dia e um "consumo médio diário de álcool é da ordem de meia garrafa de bebida com graduação entre sessenta e setenta de prova". Um estudo médico estimou que esse consumo equivale a beber 105 unidades padrão por semana; a recomendação médica do Reino Unido é para que um homem adulto tenha um consumo máximo de 21 unidades por semana. O romance também dá pequenos detalhes das opiniões de Bond sobre questões sociais, descritas pelo historiador James Chapman como "conservadoras em extremo", quando o personagem desgosta instantaneamente de um jovem taxista que ele descreve como "típico da autoafirmação barata da mão de obra jovem desde a guerra".
Bond recebe ajuda de seu amigo estadunidense Felix Leiter, que teve seu maior papel até então em uma história de Bond. Seu humor é a maior fonte de comédia verbal do livro; a incapacidade que sofreu em Live and Let Die não levou a amargura nem impossibilitou que participasse da batalha subaquático no final do romance.
Domino Vitali detém muitas características que Bond acha admirável, incluindo seu senso de independência. Fleming a descreveu como "uma independente, uma garota de autoridade e personalidade. Ela talvez curta a vida rica e animada, mas, no que dizia respeito a Bond, esse era o tipo certo de garota". O autor prosseguiu descrevendo a abordagem dela para o sexo: "Ela talvez durma com homens, obviamente já dormiu, mas seria nos termos dela, não nos deles". Chapman comentou que essa liberdade para tomar suas próprias escolhas sexuais possivelmente era um dos primeiros sinais da liberação sexual que fez parte da contracultura da década de 1960. Domino também foi uma das várias mulheres que apareceram para ajudar Bond em momentos importantes dos livros, salvando sua vida no final ao matar Largo.
Os historiadores culturais Tony Bennett e Janet Woollacott enxergam aspectos masculinos na personalidade de Domino, que se manifestam como "agressividade excessiva e comportamento super dominante", algo que, segundo os dois, se relacionam com seu nome completo, Dominetta, que é traduzido como "pequena dominante".
Emilio Largo é o chefe da equipa da SPECTRE envolvida no roubo das armas nucleares, mas, apesar de ser o principal adversário de Bond, não é o antagonista principal, que no caso é Blofeld. O anglicista Robert Druce descreveu Largo como "um personagem 'playboy' mal desenhado". Largo foi descrito como bonito, porém, como a maioria dos vilões de Bond, tinha uma característica física pouco atraente, no caso suas mãos, que "eram quase duas vezes o dobro do tamanho normal, mesmo para um homem da sua altura, ... elas pareciam ... quase como grandes animais peludos marrons". O ensaísta e crítico cultural Umberto Eco descreveu Largo como bonito, mas "vulgar e cruel"; Eco destacou que a maioria dos vilões de Fleming são monstruosos, porém considerou que a monstruosidade de Largo "é puramente mental". A historiadora cultural Sue Matheson destacou que apesar de Largo ser um oponente perigoso, "ele bebe frapês de creme de menta cobertos com cerejas maraschino – uma bebida doce e efeminada".
Blofeld aparece em apenas dois capítulos, mas Benson considera que é ele com quem Bond batalha. O analista literário LeRoy L. Panek descreveu o personagem como "não apenas enormemente poderoso e grotesco, mas ... também parte intelectual e parte 'cavalheiro vigarista'". Segundo o historiador literário Lars Ole Sauerberg, os vilões dos romances anteriores eram criminosos com grandes ambições ou aqueles que cometem crimes para realizar seus planos grandiosos, mas Blofeld, por sua vez, tem uma classificação própria, sendo o único em que é impossível de distinguir se o ato criminal é um meio ou um fim. Sauerberg considerou que as motivações de Blofeld são "em seu niilismo geral e impulso destrutivo". O sociólogo Anthony Synnott comentou que não apenas quase todos os vilões de Bond são estrangeiros, mas "duplamente estrangeiros". A ancestralidade de Blofeld mostra que ele é greco-polaco e, na Segunda Guerra Mundial, traiu a Polônia ao trabalhar para a Abwehr, o serviço de inteligência militar alemão.
Blofeld aparece em outros dois livros, com Thunderball formando a primeira parte do que ficou conhecido como "trilogia Blofeld". O segundo romance, On Her Majesty's Secret Service, termina com Blofeld envolvido no assassinato da esposa de Bond, enquanto o terceiro e último, You Only Live Twice, termina com Bond matando-o.

## Estilo
Fleming comentou sobre seu trabalho em 1962, afirmando que "apesar de suspenses talvez não sejam Literatura com L maiúsculo, é possível escrever o que melhor posso descrever como 'suspenses projetados para serem lidos como literatura'". Para realizar isso ele usou marcas conhecidas e detalhes do dia a dia a fim de produzir uma sensação de realismo, algo que o escritor Kingsley Amis chamou de "o efeito Fleming". Amis descreveu isto como "o uso imaginativo de informação, em que a natureza fantástica que permeia o mundo de Bond ... [é] presa a algum tipo de realidade, ou pelo menos contrabalançado". Segundo ele, Thunderball apresenta bons exemplos dessa técnica. Isto incluí biografias completas e detalhadas para Blofeld, Largo e Petacchi; a sede da SPECTRE no Boulevard Haussmann em Paris e o funcionamento da Fraternidade Internacional de Resistência Contra Oposição, a organização de fachada da SPECTRE; o submarino nuclear estadunidense e os navios piratas no sul das Bahamas.
Benson identificou no texto aquilo que descreve como "Varredura Fleming", o uso de "ganchos" no final dos capítulos a fim de aumentar a tensão e empurrar o leitor para o próximo. A varredura funciona em Thunderball para aumentar a tensão, bem como o fato de que Bond e Leiter estão trabalhando sob um limite de tempo para encontrar as bombas. Panek considerou que a remoção da ameaça soviética da história fez de Thunderball "o assalto supremo ... com um pouquinho de enfeite internacional adicionado". Segundo Druce a seção em Shrublands é uma fantasia de vingança, enquanto o restante do romance é "um pastiche de uma história de aventura".

## Temas
As tensões da Guerra Fria estavam aparentemente diminuindo quando Fleming escreveu Thunderball, com as relações entre ocidente e oriente possivelmente movendo-se para um relaxamento. Ele decidiu usar um inimigo politicamente neutro, afirmando "Eu não conseguia enxergar qualquer sentido em continuar batendo [nos soviéticos], especialmente quando a coisa da coexistência parecia estar dando frutos. Então eu fechei a SMERSH e criei a SPECTRE no lugar". O anglicista Christoph Lindner identificou o uso da organização como parte de uma segunda onda de vilões de Bond, com a primeira composta pela SMERSH. Segundo o historiador Jeremy Black, a introdução da SPECTRE e seu uso nos livros seguintes deu uma continuidade para o restante da série. Ele argumentou que a SPECTRE representava "maldade não restringida por ideologia" e isto vinha parcialmente porque o declínio do Império Britânico criou insegurança na mente de Fleming. Isto foi refletido com Bond usando equipamentos e pessoal estadunidenses no romance, como o contador Geiger e o submarino nuclear. Apesar das relações entre ocidente e oriente terem melhorado quando Thunderball foi escrito, a Guerra Fria escalou novamente pouco depois, com a Invasão da Baía dos Porcos, a construção do Muro de Berlim e a Crise dos Mísseis de Cuba ocorrendo entre abril de 1961 e outubro de 1962.

## Recepção

### Publicação
Thunderball foi publicado no Reino Unido em 27 de março de 1961 pela editora Jonathan Cape como uma edição de capa dura; tinha 253 páginas e custava quinze xelins. Cinquenta mil cópias foram impressas e 32 mil enviadas para 864 livrarias britânicas e 603 para fora do país. A editora gastou duas mil libras em divulgação. A folha de rosto da primeira edição dizia "Por Ian Fleming", mas a da segunda edição, publicada em 1964, incluía os créditos para McClory e Whittingham. A arte de capa foi criada pelo artista Richard Chopping; Fleming o indagou em em 20 de julho de 1960 sobre fazer a arte, concordando com um honorário de duzentos guinéus e instruindo-o: "A imagem consistiria do esqueleto da mão de um homem com os dedos em cima de uma rainha de copas. Por trás da mão uma adaga é enfiada no tampo da mesa".
Uma luva de papel foi produzida para o mercado jamaicano que dizia "O suspense ambientado nas Bahamas!". Thunderball foi publicado nos Estados Unidos pela Viking Press e teve um desempenho comercial melhor do que os livros anteriores de Fleming. Foi publicado no Brasil em 1961 pela Editora Civilização Brasileira com o título de Operação Relâmpago, sendo republicado em 1965 como Chantagem Atômica. Uma edição de brochura foi publicada no Reino Unido pela Pan Books em maio de 1963 e 808 mil cópias foram vendidas até o final do ano, com 617 mil vendidas em 1964 e 809 mil em 1965. Uma edição especial britânica foi produzida em 1965 para coincidir com o lançamento do filme Thunderball na forma de uma parceria promocional com a marca de cigarros Player's Navy Cut, que é citada no livro quando Domino discute a história por trás do marinheiro que aparece no seu logo. Essa edição especial incluía uma carta para Bond escrita por Domino pedindo para que ele lesse as páginas com a história do marinheiro.

### Crítica
Thunderball foi bem recebido pela crítica. Duas resenhas fizeram referência à publicidade negativa acerca de Dr. No, especialmente a de Paul Johnson da revista New Statesman. Francis Iles do The Guardian achou que o romance era "um suspense bom, forte e direto nas linhas perfeitamente convencionais", algo que o deixou "perguntando sobre o que era todo o burburinho", comentando que "não há mais sadismo nem sexo do que é esperado do autor deste tipo de suspense". Peter Duval Smith do Financial Times também defendeu Fleming e comentou a resenha de Johnson: "não se deve criar um culto dos romances de Fleming: um devaneio é um devaneio; mas também não se deve cometer o erro de supor que ele não sabe o que está fazendo". Duval Smith achou que Thunderball era "uma história emocionante ... contada habilmente". Ele considerou este romance o melhor desde Diamonds Are Forever: "Tem ritmo, humor e estilo. A violência não é tão implacável como de costume: uma melhora, eu acho". O jornal The Times afirmou que Thunderball "depende muito menos dos seus chutes do que Dr. No ou Goldfinger em sadismo e uma sofisticação ligeiramente condescendente". O ponto positivo era que "a mistura – de vida boa, sexo e ação violenta – é como antes, mas este é um desempenho altamente polido, com um enredo engenhoso bem documentado e muita emoção".
Harold Kneeland do The Washington Post considerou que Thunderball "não é o melhor de Fleming, mas ainda bem à frente do resto", enquanto Charles Poore do The New York Times considerou que os romances de Bond eram "aventuras pós-Dostoievskianas em crime e castigo" e que o livro era "uma história de mistério, um suspense, um arrepio e um prazer de ler". Ele disse que parte do sucesso se dava porque "o suspense e as surpresas que animam o romance surgem das presunções com que o Sr. Fleming decora sua tapeçaria de roubo e engano". Já Anthony Boucher, crítico que John Pearson descreveu como "completamente anti-Bond e anti-Fleming", escreveu: "Como de costume, Ian Fleming tem menos história para contar em 90 000 palavras do que Buchan conseguiu em 40 000; mas Thunderball ainda assim é uma aventura extravagante".
Philip John Stead do The Times Literary Supplement achou que Fleming "continua a desenvolver desinibidamente os seus talentos de contar histórias dentro dos limites da fórmula do Comandante Bond", enquanto "as habituais surras, ao estilo moderno, são engenhosamente administradas tanto para senhoras quanto cavalheiros". Stead considerou que a "mágica especial de Fleming jaz em seu poder de dar sofisticação ao seu poderoso absurdo; suas fantasias se conectam com conhecimento atualizado e vivaz dos lugares e da esfera geral do crime e da espionagem". Stead achou que em Thunderball "a mistura, exótica como sempre, gera um conto extravagante e de tirar o fôlego, e os conhecedores de Bond ficaram felizes em tê-lo". Julian Symons do The Sunday Times considerou que Fleming tinha "uma imaginação sensacional, mas informada por estilo, entusiasmo e, acima de tudo, conhecimento". Duval Smith expressou certa preocupação sobre Bond, dizendo "Fiquei feliz em vê-lo em tão boa forma. Anteriormente ele parecia estar amolecendo. Estava tendo ressacas ruins com meia garrafa de uísque por dia, o que eu digo que não é muito, a menos que ele não estivesse comendo direito".

## Adaptações
Uma adaptação em quadrinhos de Thunderball foi publicada no jornal Daily Express a partir de 11 de novembro de 1961 e revendida mundialmente. Lorde Maxwell Aitken, 1º Barão Beaverbrook e dono do Daily Express, cancelou a tira em 10 de fevereiro de 1962 depois de Fleming ter feito um acordo com o The Sunday Times para a publicação do conto "The Living Daylights". A história foi finalizada em dois dias. Os quadrinhos de Thunderball foram republicados em 2005 pela Titan Books como parte da antologia Dr. No.
Foi originalmente planejado que Thunderball fosse o primeiro romance de Fleming adaptado como o cinema pela Eon Productions, porém a controvérsia sobre as origens da história acabou persuadindo a Eon a mudar de ideia e escolher Dr. No para adaptação. Thunderball acabou produzido em 1965 como o quarto filme da série cinematográfica de James Bond, sendo estrelado por Sean Connery. McClory foi incluído na equipe de produção junto com os produtores Albert R. Broccoli e Harry Saltzman. Estes dois fizeram um acordo com McClory para produzirem juntos Thunderball, o que impediu McClory de produzir qualquer outra versão do romance por dez anos. Ele acabou conseguindo fazer uma outra versão da história de Thunderball em 1983 com o filme Never Say Never Again, também estrelado por Connery. McClory anunciou na década de 1990 seus planos de criar outra adaptação, que seria chamada Warhead 2000 AD, com Timothy Dalton ou Liam Neeson no papel principal, mas o projeto acabou abandonado.
O romance foi dramatizado por Archie Scottney como um rádio-drama em 2016, tendo sido dirigido por Martin Jarvis e produzido por Rosalind Ayres. Foi estrelado por Toby Stephens como Bond, Tom Conti como Largo e Alfred Molina como Blofeld. Teve noventa minutos de duração e foi transmitido pela BBC Radio 4 em dezembro de 2016.

### Citações
1. 1 2 3 4 5  Fleming 1961.
2. ↑  Simmons 2020, p. 97.
3. ↑  Benson 1988, p. 8.
4. ↑  Lycett 1996, p. 250.
5. ↑  Lycett 1996, p. 264.
6. ↑  Black 2005, p. 10.
7. 1 2  Bennett & Woollacott 2009, p. 14.
8. ↑  Benson 1988, p. 11.
9. ↑  Chancellor 2005, p. 111.
10. 1 2 3 4  Benson 1988, p. 17.
11. ↑   «The Books». Ian Fleming Publications. Consultado em 30 de novembro de 2024. Arquivado do original em 10 de agosto de 2015
12. 1 2  Lycett 1996, p. 348.
13. ↑  Sellers 2008, p. 16.
14. ↑  Benson 1988, pp. 17–18.
15. ↑  Lycett 1996, pp. 348–349.
16. ↑  Sellers 2008, p. 18.
17. 1 2 3  Benson 1988, p. 18.
18. ↑  Pearson 1966, p. 371.
19. ↑  Pearson 1966, p. 367.
20. 1 2 3  Benson 1988, p. 19.
21. ↑  Pearson 1966, pp. 372–373.
22. ↑  Pearson 1966, p. 374.
23. ↑  Pearson 1966, p. 375.
24. ↑  Lycett 1996, p. 359.
25. ↑  Benson 1988, p. 231.
26. 1 2  Pearson 1966, p. 381.
27. 1 2 3  Benson 1988, p. 20.
28. ↑  Benson 1988, p. 22.
29. ↑  Sellers 2008, p. 67.
30. ↑  Lycett 1996, p. 364.
31. 1 2 3  Gilbert 2012, p. 297.
32. 1 2  Druce 1992, p. 63.
33. ↑  Lycett 1996, p. 362.
34. 1 2 3  Faulks 2009, p. 320.
35. ↑  Fleming 2015, p. 241.
36. ↑  Druce 1992, p. 64.
37. 1 2  Macintyre 2008, p. 199.
38. ↑  Chancellor 2005, pp. 98–99.
39. ↑  Griswold 2006, p. 10.
40. 1 2 3   «Law Report, March 24». The Times. Londres. 25 de março de 1961. p. 12
41. 1 2 3 4  Benson 1988, p. 21.
42. ↑  Sellers 2008, pp. 95–97.
43. ↑  Lycett 1996, p. 384.
44. ↑  Sellers 2008, p. 113.
45. ↑   «Law Report, November 20». The Times. Londres. 21 de novembro de 1963. p. 20
46. ↑  Lycett 1996, p. 432.
47. ↑   McKeown, M. Margaret (27 de agosto de 2001). «Danjaq et al. v. Sony Corporation et al» (PDF). Tribunal de Apelações dos Estados Unidos para o Nono Circuito. p. 11475. Consultado em 10 de março de 2025. Arquivado do original (PDF) em 4 de outubro de 2006
48. ↑  Lycett 1996, pp. 442–443.
49. ↑   Sellers, Robert (30 de dezembro de 2007). «'James Bond Would have Shot the Judge'». The Sunday Times. Londres. p. 10
50. 1 2  Lycett 1996, p. 350.
51. ↑  Sellers 2008, p. 23.
52. 1 2  Sellers 2008, pp. 23–24.
53. ↑  Lycett 1996, p. 365.
54. ↑  Lycett 1996, p. 356.
55. ↑  Lycett 1996, p. 290.
56. ↑  Parker 2014, p. 208.
57. ↑  Chancellor 2005, p. 164.
58. 1 2  Chancellor 2005, p. 113.
59. ↑  Lindner 2009, p. 51.
60. ↑  Chancellor 2005, p. 197.
61. ↑  Lycett 1996, p. 145.
62. ↑  Chancellor 2005, p. 117.
63. ↑  Lycett 1996, p. 366.
64. 1 2  Benson 1988, p. 124.
65. ↑  Fleming 1961, p. 11.
66. 1 2  Benson 1988, p. 125.
67. ↑   Johnson, Graham; Guha, Indra Neil; Davies, Patrick (12 de dezembro de 2013). «Were James Bond's Drinks Shaken Because of Alcohol Induced Tremor?». British Medical Journal. 347 (f7255): 2, 3. PMID 24336307. doi:10.1136/bmj.f7255
68. ↑  Chapman 2018, p. 208.
69. ↑  Bennett & Woollacott 1987, p. 112.
70. ↑  Fleming 1961, p. 16.
71. 1 2 3 4  Benson 1988, p. 126.
72. ↑  Panek 1981, pp. 217–218.
73. ↑  Bennett & Woollacott 1987, p. 100.
74. ↑  Bennett & Woollacott 1987, p. 118.
75. ↑  Fleming 1961, p. 116.
76. ↑  Fleming 1961, pp. 116–117.
77. ↑  Chapman 2015, p. 14.
78. 1 2  Chapman 2015, p. 15.
79. ↑  Bennett & Woollacott 1987, p. 119.
80. ↑  Fleming 1961, p. 102.
81. ↑   Sternberg, Meir (1983). «Knight Meets Dragon in the James Bond Saga: Realism and Reality-Models». Style. 17 (2): 173. JSTOR 42945465
82. ↑  Eco 2009, p. 40.
83. ↑   Matheson, Sue (2004). «Primitive Masculinity / "Sophisticated" Stomach: Gender, Appetite, and Power in the Novels of Ian Fleming». CEA Critic. 67 (1): 18. JSTOR 44377581
84. ↑  Panek 1981, p. 213.
85. 1 2  Sauerberg 1984, p. 165.
86. 1 2   Synnott, Anthony (1990). «The Beauty Mystique: Ethics and Aesthetics in the Bond Genre». International Journal of Politics, Culture, and Society. 3 (3): 413–414. JSTOR 20006960. doi:10.1007/BF01384969
87. ↑  Fleming 1961, pp. 38–39.
88. ↑  Black 2005, p. 60.
89. ↑  Chapman 2009, p. 99.
90. ↑  Benson 1988, p. 24.
91. ↑  Butler 1973, p. 241.
92. 1 2  Amis 1966, p. 112.
93. ↑  Lyttelton & Hart-Davis 1979, p. 92.
94. ↑  Amis 1966, pp. 111–112.
95. ↑  Benson 1988, p. 85.
96. ↑  Panek 1981, p. 205.
97. ↑  Druce 1992, p. 192.
98. 1 2  Black 2005, pp. 49–50.
99. ↑  Sauerberg 1984, p. 167.
100. ↑  Lindner 2009, p. 81.
101. ↑  Black 2005, p. 49.
102. ↑  Black 2005, p. 50.
103. ↑  Black 2005, pp. 53–54.
104. 1 2   «New Fiction». The Times. Londres. 30 de março de 1961. p. 15
105. 1 2  Gilbert 2012, p. 304.
106. ↑  Gilbert 2012, p. 306.
107. ↑  Fleming 2015, p. 243.
108. ↑  Besly 1997, p. 25.
109. ↑   «Thunderball». James Bond Brasil. Consultado em 12 de março de 2025
110. ↑  Bennett & Woollacott 2009, p. 17.
111. ↑  Gilbert 2012, pp. 313–314.
112. ↑   Iles, Francis (7 de abril de 1961). «Criminal Records». The Guardian. Manchester. p. 7
113. 1 2   Duval Smith, Peter (30 de março de 1961). «No Ethical Frame». Financial Times. Londres. p. 20
114. ↑   Kneeland, Harold (11 de junho de 1961). «MI-5's James Bond and Other Sleuths». The Washington Post. Washington. p. E7
115. ↑   Poore, Charles (4 de julho de 1961). «Books of the Times». The New York Times. Nova Iorque. p. 17
116. ↑  Pearson 1967, p. 99.
117. ↑   Stead, Philip John (31 de março de 1961). «Mighty Nonsense». The Times Literary Supplement. Londres. p. 206
118. ↑   Symons, Julian (26 de março de 1961). «Enough to Make Sapper Turn Over...». The Sunday Times. Londres. p. 27
119. ↑  Gilbert 2012, pp. 301–302.
120. ↑  Fleming, Gammidge & McLusky 1988, p. 6.
121. ↑  McLusky et al. 2009, p. 287.
122. ↑  Bignell 2018, p. 52.
123. ↑  Chapman 2009, p. 184.
124. ↑  Barnes & Hearn 2001, p. 154.
125. ↑   Rye, Graham (7 de dezembro de 2006). «Kevin McClory». The Independent. Consultado em 12 de março de 2025
126. ↑   «James Bond: Thunderball». BBC Genome. Consultado em 12 de março de 2025
127. ↑   «007 villain to play Bond on radio». BBC. 2 de maio de 2008. Consultado em 6 de dezembro de 2024